# Cryptotomus roseus
Cryptotomus roseus ist eine Papageifischart, die im tropischen Westatlantik von Bermuda über die Bahamas, die Küste des südlichen Floridas und die Karibik bis an die Küsten Brasiliens vorkommt.

## Merkmale
Cryptotomus roseus ist die kleinste Art der Papageifische, erreicht eine Maximallänge von 13 cm und eine Standardlänge von wenig mehr als 10 cm. Die meisten ausgewachsenen Exemplare bleiben bei einer Gesamtlänge von 10 cm. Außerdem ist Cryptotomus roseus die schlankste Art der Papageifische. Die Standardlänge liegt beim 4-fachen der Körperhöhe. Die Schnauze ist zugespitzt. Die Zähne in beiden Kiefern sind nur an der Basis miteinander verschmolzen und werden fast vollständig von den Lippen verdeckt. Auf der Prämaxillare liegen vorne kurze eckzahnartige (caniniformer) Zähne, dahinter eine einzelne Reihe kleiner, konischer Zähne. Dazu kommen bei ausgewachsenen Exemplaren ein bis 3 gebogene Eckzähne. Der Unterkiefer ist vorn mit 2 Reihen flacher, eckzahnartiger Zähne besetzt, dahinter folgt eine Reihe schneidezahnartiger (incisiformer) Zähne und bei einigen Exemplaren dahinter noch weitere konische Zähne. Der Mundwinkel ist aber zahnlos. An den vorderen Nasenöffnungen befindet sich ein erhabener fleischiger Rand. Ein fleischiger Hautlappen fehlt. Die Kiemenhäute sind breit am Isthmus befestigt. Die Anzahl der Kiemenrechen liegt bei 10 bis 11. Die Brustflossen werden von 13 Flossenstrahlen gestützt. Die Stacheln der Rückenflosse sind flexibel. Vor dem vordersten Rückenflossenstachel liegen 4 Schuppen. Auf den Wangen befindet sich eine Schuppenreihe.
Männchen sind auf der Oberseite olivfarben mit kleinen pinken Punkten und auf der Bauchseite hellgrün mit lachsfarbenen Punkten. Ein lachsfarbener Streifen mit einer Reihe grüner Punkte verläuft entlang der Körperseiten.
Cryptotomus lässt sich nicht mittels abgeleiteter Merkmale von Nicholsina abgrenzen. Beide Gattungen stehen in einem Schwesterverhältnis zueinander.

## Lebensraum
Cryptotomus roseus lebt in Tiefen von 8 bis 60 Metern, ist besonders häufig auf flachen Seegraswiesen und ernährt sich von Seegras. Nachts vergräbt sich die Art in den Sand und bildet zum Schutz einen Schleimkokon aus. Wie fast alle anderen Papageifische ist Cryptotomus roseus ein proterogyner Zwitter, das heißt, die Fische sind bei Erreichen der Geschlechtsreife zunächst weiblich und werden später, bei einer Länge von etwa 5,75 cm, zu Männchen.